# ضفدع ذهبي
الضفدعة الذهبية إحدى أندر أنواع الضفادع على وجه الأرض. اكتشفت لأول مرة عام 1656 م. وهي تتميز بلونها الذهبي الفاقع الجميل ولكنها اختفت عن الأرض نهائيا عام 1989 م.
يعتقد بعض العلماء أن لظاهرة الاحتباس الحراري والتي بدأت في نفس العام الذي انقرضت فيه هذه الكائنات دور في انقراضها بسبب اختلاف الضغط الجوي أثناء بياتها الشتوي. و يعتقد بعض علماء آخرين أن موتها كان بسبب ارتفاع نسبة أكاسيد النيتروجين والتي تعتبر سماً قاتلاً لها ولكن لا أحد يمكنه تأكيد الحدث.